# Rodenbach (Wapelbach)
Der Rodenbach ist ein orografisch rechtes Nebengewässer der Wapel in Nordrhein-Westfalen, Deutschland, mit einer Länge von 12,5 km. Während seines gesamten Verlaufes durchfließt der Rodenbach vorrangig Wiesen-, Weide- und Waldflächen.

## Flussverlauf
Der Rodenbach entspringt in der Senne südlich der Ortschaft Stukenbrock. Dort vereinen sich nördlich des Naturschutzgebiets (NSG) Wehrbachtal zwei einzelne Quellbäche nach wenigen Metern zu einem Stauteich, aus dem sich der Rodenbach als Abfluss bildet. Daraufhin fließt dieser in südwestliche Richtung in annähernd parallelem Verlauf zur Wapel südlich an der Ortschaft Schloß Holte vorbei und betritt das Gebiet des Holter Waldes, dessen Südrand er im dortigen Bereich bildet. Der Rodenbach fließt anschließend über ländliches Gebiet durch Liemke auf Kaunitz zu. Nordwestlich von Kaunitz bzw. südöstlich von Bornholte tritt das Gewässer in das NSG Grasmeerwiesen ein. Innerhalb dieses Gebietes mündet es schließlich in die Wapel.
Der Rodenbach überwindet während seiner Fließstrecke einen Höhenunterschied von 59 Metern, somit ergibt sich ein mittleres Sohlgefälle von 4,7 ‰.

## Flora und Fauna
Im Mittellauf wurde das Vorkommen von Groppe, Bachneunauge und Bachforelle bestätigt. Im Unterlauf bis in das Stadtgebiet Verl hinein konnte die Groppe z. B. in Höhe des NSG Grasmeerwiesen bestätigt werden.
Das Vorkommen dieser Fischarten im Rodenbach und in der Wapel hatte direkten Einfluss auf den Erlass eines Grünlandumwandlungs- und Entwässerungsverbotes innerhalb der Grasmeerwiesen gemäß FFH-Richtlinie.